# Język tahitański
Język tahitański (tahiti) – język z grupy języków polinezyjskich, używany przez około 120 tys. mówiących, głównie na wyspach Polinezji Francuskiej (z wyjątkiem archipelagu Markizów), gdzie ma status języka urzędowego (obok języka francuskiego). Najbliżej spokrewniony z językiem rarotongańskim, wykazuje też duże podobieństwo do języków hawajskiego oraz maoryskiego. Zapisywany alfabetem łacińskim.
Bywa uważany za zagrożony wymarciem, ze względu na napór języków francuskiego i angielskiego wraz ze współczesnym rozwojem techniki. Do 1971 roku jedynym językiem edukacji był język francuski, a tahitański przez długi czas pozostawał praktycznie nieobecny w sferach życia publicznego.

## Ortografia i wymowa
| Litera | Nazwa | IPA       |                                                |
| Litera | Nazwa | IPA       | Uwagi                                          |
| ------ | ----- | --------- | ---------------------------------------------- |
| a      | ʻā    | /a/, /ɑː/ |                                                |
| e      | ʻē    | /e/, /eː/ | długie „e”                                     |
| f      | fā    | /f/       | dwuwargowa ([ɸ]) po „o” i „u”                  |
| h      | hē    | /h/       | wymawiana jako [ʃ] po „i” oraz przed „o" i „u” |
| i      | ʻī    | /i/, /iː/ |                                                |
| m      | mō    | /m/       |                                                |
| n      | nū    | /n/       |                                                |
| o      | ʻō    | /ɔ/, /oː/ |                                                |
| p      | pī    | /p/       |                                                |
| r      | rō    | /r/       |                                                |
| t      | tī    | /t/       |                                                |
| u      | ʻū    | /u/, /uː/ |                                                |
| v      | vī    | /v/       | dwuwargowa ([β]) po „o” i „u”                  |
| ’      | ʻeta  | /ʔ/       | zwarcie krtaniowe na początku sylaby           |

## Składnia
Język tahitański operuje szykiem zdania VSO (orzeczenie-podmiot-dopełnienie), który jest typowy dla języków polinezyjskich.

## Słownictwo
W języku tahitańskim przeważa słownictwo o podłożu austronezyjskim. Istnieje także wiele internacjonalizmów związanych z realiami życia współczesnego.
Przykłady podstawowych wyrażeń:
| Polski             | Tahitański          |
| ------------------ | ------------------- |
| Witamy             | Maeva               |
| Dzień dobry, cześć | ʻIa ora na ʻoe      |
| Do widzenia        | Pārahi              |
| Dziękuję           | Māuruuru            |
| Tak                | ʻē, ʻae             |
| Nie                | ʻaita, eʻita, eʻere |
| Dobrze, w porządku | Maitaʻi             |
| Dom                | Fare                |
| Biały cudzoziemiec | Popaʻā              |

| Liczebniki | Liczebniki | Liczebniki | Liczebniki | Liczebniki | Liczebniki | Liczebniki | Liczebniki | Liczebniki | Liczebniki  |
| 1          | 2          | 3          | 4          | 5          | 6          | 7          | 8          | 9          | 10          |
| ---------- | ---------- | ---------- | ---------- | ---------- | ---------- | ---------- | ---------- | ---------- | ----------- |
| tahi, hōʻē | piti       | toru       | maha       | pae        | ono        | hitu       | vaʻu       | iva        | hōʻē ʻahuru |